# Rowland Prothero, 1:e baron Ernle
Rowland Edmund Prothero, 1:e baron Ernle, född den 6 september 1852, död den 1 juli 1937, var en brittisk jurist, bror till George Walter Prothero.
Prothero utgav 1894-99 "Quarterly Review" och hade 1899-1918 överuppsikt över hertigens av Bedford jordegendomar. Han representerade 1914-19 Oxfords universitet i underhuset och var december 1916-januari 1919 jordbruksminister i Lloyd Georges ministär. År 1919 blev han peer. Bland hans arbeten märks Life and correspondence of dean Stanley (1893; tillsammans med George Granville Bradley) och English farming, past and present (1912).